# Festival Elsy Jacobs 2022
Il Festival Elsy Jacobs 2022, quattordicesima edizione della manifestazione, valido come prova dell'UCI Women's ProSeries 2022, si svolse dal 29 aprile al 1º maggio 2022 su un percorso 232,5 km, suddiviso in 3 tappe, con partenza da Cessange e arrivo a Garnich, in Lussemburgo. La vittoria fu appannaggio dell'italiana Marta Bastianelli, che completò il percorso in 6h12'31", alla media di 37,45 km/h, precedendo la statunitense Veronica Ewers e la connazionale Silvia Persico.
Sul traguardo di Garnich 73 cicliste, su 100 partite da Cessange, portarono a termine la competizione.

## Tappe
| Tappa   | Data      | Percorso              | km    | Vincitore di tappa | Leader cl. generale |
| ------- | --------- | --------------------- | ----- | ------------------ | ------------------- |
| Prologo | 29 aprile | Cessange > Cessange   | 2,2   | Anna Henderson     | Anna Henderson      |
| 1ª      | 30 aprile | Steinfort > Steinfort | 121,4 | Marta Bastianelli  | Silvia Persico      |
| 2ª      | 1º maggio | Garnich > Garnich     | 109,3 | Veronica Ewers     | Marta Bastianelli   |
| Totale  | Totale    | Totale                | 232,5 |                    |                     |

## Squadre e corridore partecipanti
Al via 18 formazioni.
| N.    | Cod. | Squadra                        |
| ----- | ---- | ------------------------------ |
| 1-6   | SDW  | Team SD Worx                   |
| 11-16 | CSR  | Canyon-SRAM Racing             |
| 21-26 | JVW  | Team Jumbo-Visma               |
| 31-36 | UAD  | UAE Team ADQ                   |
| 41-46 | WNT  | Ceratizit-WNT Pro Cycling Team |
| 51-56 | LIV  | Liv Racing Xstra               |
| 61-66 | UXT  | Uno-X Pro Cycling Team         |
| 71-76 | VAL  | Valcar-Travel & Service        |
| 81-86 | TOP  | Top Girls Fassa Bortolo        |

| N.      | Cod. | Squadra                           |
| ------- | ---- | --------------------------------- |
| 91-96   | SRC  | Stade Rochelais Charente-Maritime |
| 101-106 | BPK  | BePink                            |
| 111-116 | ASC  | Andy Schleck-CP NVST-Immo Losch   |
| 121-126 | MUL  | Multum Accountants                |
| 131-136 | IBC  | IBCT                              |
| 141-146 | AUB  | St Michel-Auber93                 |
| 151-156 | PHV  | Parkhotel Valkenburg              |
| 161-166 | TIB  | EF Education-Tibco-SVB            |

## Dettagli delle tappe

### Prologo
- 29 aprile: Cessange > Cessange – 2,2 km

Risultati
| Pos. | Corridore      | Squadra | Tempo |
| ---- | -------------- | ------- | ----- |
| 1    | Anna Henderson | DSM     | 3'09" |
| 2    | Demi Vollering | SD Worx | a 2"  |
| 3    | Silvia Persico | Valcar  | a 4"  |

| Pos. | Corridore      | Squadra | Tempo |
| ---- | -------------- | ------- | ----- |
| 1    | Anna Henderson | DSM     | 3'09" |
| 2    | Demi Vollering | SD Worx | a 2"  |
| 3    | Silvia Persico | Valcar  | a 4"  |

### 1ª tappa
- 30 aprile: Steinfort > Steinfort – 121,4 km

Risultati
| Pos. | Corridore         | Squadra | Tempo    |
| ---- | ----------------- | ------- | -------- |
| 1    | Marta Bastianelli | UAE     | 3h13'05" |
| 2    | Silvia Persico    | Valcar  | s.t.     |
| 3    | Demi Vollering    | SD Worx | s.t.     |

| Pos. | Corridore         | Squadra | Tempo    |
| ---- | ----------------- | ------- | -------- |
| 1    | Silvia Persico    | Valcar  | 3h16'12" |
| 2    | Demi Vollering    | SD Worx | s.t.     |
| 3    | Marta Bastianelli | UAE     | a 7"     |

### 2ª tappa
- 1º maggio: Garnich > Garnich – 109,3 km

Risultati
| Pos. | Corridore         | Squadra | Tempo    |
| ---- | ----------------- | ------- | -------- |
| 1    | Veronica Ewers    | EF      | 2h56'10" |
| 2    | Marta Bastianelli | UAE     | a 8"     |
| 3    | Karlijn Swinkels  | Jumbo   | s.t.     |

| Pos. | Corridore         | Squadra | Tempo    |
| ---- | ----------------- | ------- | -------- |
| 1    | Marta Bastianelli | UAE     | 6h12'31" |
| 2    | Veronica Ewers    | EF      | a 9"     |
| 3    | Silvia Persico    | Valcar  | a 16"    |

## Evoluzione delle classifiche
| Tappa              | Vincitore          | Classifica generale Maglia gialla | Classifica a punti Maglia verde | Classifica scalatori Maglia a pois | Classifica giovani Maglia bianca | Classifica a squadre |
| ------------------ | ------------------ | --------------------------------- | ------------------------------- | ---------------------------------- | -------------------------------- | -------------------- |
| Prologo            | Anna Henderson     | Anna Henderson                    | Anna Henderson                  | non assegnata                      | Lieke Nooijen                    | Team Jumbo-Visma     |
| 1ª                 | Marta Bastianelli  | Silvia Persico                    | Silvia Persico                  | Anna Shackley                      | Blanka Vas                       | Team SD Worx         |
| 2ª                 | Veronica Ewers     | Marta Bastianelli                 | Marta Bastianelli               | Debora Silvestri                   | Niamh Fisher-Black               | UAE Team ADQ         |
| Classifiche finali | Classifiche finali | Marta Bastianelli                 | Marta Bastianelli               | Debora Silvestri                   | Niamh Fisher-Black               | UAE Team ADQ         |

Maglie indossate da altri ciclisti in caso di due o più maglie vinte
- Nella 1ª tappa Demi Vollering ha indossato la maglia verde al posto di Anna Henderson.
- Nella 2ª tappa Marta Bastianelli ha indossato la maglia verde al posto di Silvia Persico.

## Classifiche finali

### Classifica generale - Maglia blu
| Pos. | Corridore            | Squadra | Tempo    |
| ---- | -------------------- | ------- | -------- |
| 1    | Marta Bastianelli    | UAE     | 6h12'31" |
| 2    | Veronica Ewers       | EF      | a 9'     |
| 3    | Silvia Persico       | Valcar  | a 16"    |
| 4    | Demi Vollering       | SD Worx | s.t.     |
| 5    | Sofia Bertizzolo     | UAE     | a 19"    |
| 6    | Karlijn Swinkels     | Jumbo   | a 20"    |
| 7    | Olivia Baril         | Valcar  | a 27"    |
| 8    | Maaike Boogaard      | UAE     | s.t.     |
| 9    | Mikayla Harvey       | Canyon  | s.t.     |
| 10   | Pauliena Rooijakkers | Canyon  | a 29"    |

### Classifica a punti - Maglia verde
| Pos. | Corridore         | Squadra | Punti |
| ---- | ----------------- | ------- | ----- |
| 1    | Marta Bastianelli | UAE     | 27    |
| 2    | Silvia Persico    | Valcar  | 16    |
| 3    | Veronica Ewers    | EF      | 15    |
| 4    | Demi Vollering    | SD Worx | 15    |
| 5    | Karlijn Swinkels  | Jumbo   | 13    |

### Classifica scalatori - Maglia a pois
| Pos. | Corridore          | Squadra   | Punti |
| ---- | ------------------ | --------- | ----- |
| 1    | Debora Silvestri   | Top Girls | 18    |
| 2    | Niamh Fisher-Black | SD Worx   | 10    |
| 3    | Anna Shackley      | SD Worx   | 9     |
| 4    | Marta Jaskulska    | Liv       | 9     |
| 5    | Maud Oudeman       | Canyon    | 4     |

### Classifica giovani - Maglia bianca
| Pos. | Corridore           | Squadra   | Punti    |
| ---- | ------------------- | --------- | -------- |
| 1    | Niamh Fisher-Black  | SD Worx   | 6h13'07" |
| 2    | Blanka Vas          | SD Worx   | a 4"     |
| 3    | Eleonora Gasparrini | Valcar    | a 6"     |
| 4    | Cristina Tonetti    | Top Girls | s.t.     |
| 5    | India Grangier      | Charente  | a 8"     |

### Classifica a squadre
| Pos. | Squadra                 | Tempo     |
| ---- | ----------------------- | --------- |
| 1    | UAE Team ADQ            | 18h38'34" |
| 2    | Team SD Worx            | a 1"      |
| 3    | Valcar-Travel & Service | a 23"     |
| 4    | Canyon-SRAM Racing      | a 1'22"   |
| 5    | Top Girls Fassa Bortolo | a 1'30"   |